# Medůvka
Die Medůvka, auch Kozinec genannt, ist ein 608 m hoher Berg im Westen der Vsetínské vrchy in Tschechien. Sie liegt zweieinhalb Kilometer südwestlich von Velká Lhota. Auf der Medůvka befinden sich mehrere Quarzsandsteinfelsformationen.

## Geographie
Die Medůvka erhebt sich zwischen den Tälern der Bystřička und des Baches Medůvka in den Vsetínské vrchy. Südöstlich liegt die Talsperre Bystřička. Umliegende Ortschaften sind Kozinec im Norden, Malá Lhota und Velká Lhota im Nordosten, Páleniska und U Přehrady im Osten, Pohořeliska, Korábka, U Šimčíků und Růžďka im Süden, U Brňovjaků und Bystřička im Südwesten, Paseky und Potoky im Westen sowie Brňov im Nordwesten.
Auf dem größtenteils bewaldeten Kamm befinden sich im Abstand von einem Kilometer die Sandsteinfelsformationen Malá Medůvka und Velká Medůvka. Erstere liegt am Gipfel, die Velká Medůvka westlich davon in 600 m n.m. Auf den Paseken im nördlichen und südlichen Gipfelbereich bieten sich Aussichtspunkte.

## Geschichte
Nach alten Überlieferungen dienten die Felsen der Medůvka während der Zeit der Gegenreformation den Protestanten als heimlicher Treffpunkt. Im Jahre 1777 kam es auf der Medůvka zu einem großen Menschenauflauf, nachdem aus den umliegenden sumpfigen Gründen ein Dunst aufgestiegen war, der in seiner Form einem Ungeheuer ähnelte. Zu Beginn der 1980er Jahre begann eine Erschließung der Felsen durch Kletterer.

## Felsen
In der Malá Medůvka und der Velká Medůvka bestehen ca. 30 verschiedene Kletterwege. Ihre Höhe beträgt maximal zwölf Meter. Die Schwierigkeiten der 22 Wege in der Velká Medůvka reichen bis zur Stufe IX nach der UIAA-Skala. In der Malá Medůvka bestehen neun Wege, daneben wird die Feldgruppe zum Bouldern und für Kletterübungen genützt.